# Defective Epitaph
Defective Epitaph — шостий студійний альбом американського блек-метал гурту Xasthur, який виданий лейблом Hydra Head Records 25 вересня 2007 р. На платівці Malefic уперше грає на живих барабанах (проте на деяких композиціях звучить драм-машина). В буклеті зазначено: «За вимогами тексти пісень відсутні». Японське видання (лейбл Daymare Recordings) містить бонус-диск з 5 невипущеними треками. Зведення, мастеринг: Піт Лаймен. Усі інструменти, вокал, запис, слова й музика: Malefic.

## Список пісень
| #   | Назва                                | Тривалість |
| --- | ------------------------------------ | ---------- |
| 1.  | «Soulless Elegy»                     | 2:42       |
| 2.  | «Purgatory Spiral»                   | 4:29       |
| 3.  | «Cemetery of Shattered Masks»        | 6:03       |
| 4.  | «Malignant Prophecy»                 | 5:40       |
| 5.  | «Oration of Ruin»                    | 7:23       |
| 6.  | «Legacy of Human Irrelevance»        | 5:36       |
| 7.  | «Dehumanizing Procession»            | 4:52       |
| 8.  | «Funerals Drenched in Apathy»        | 5:29       |
| 9.  | «Worship (The War Against) Yourself» | 7:34       |
| 10. | «A Memorial to the Waste of Life»    | 8:44       |
| 11. | «The Only Blood That Pours Is Yours» | 8:15       |
| 12. | «Unblessed Be»                       | 8:13       |

| Бонус-диск японського видання | Бонус-диск японського видання                                  | Бонус-диск японського видання |
| #                             | Назва                                                          | Тривалість                    |
| ----------------------------- | -------------------------------------------------------------- | ----------------------------- |
| 1.                            | «Untitled/Unreleased»                                          | 3:24                          |
| 2.                            | «Untitled/Unreleased»                                          | 5:45                          |
| 3.                            | «Morder Gjenklang Av Tankegangen»                              | 10:54                         |
| 4.                            | «Funerals Drenched in Apathy/Soulless Elegy» (First Attempt)   | 9:28                          |
| 5.                            | «Awakening to the Unknown Perception of Evil» (Second Attempt) | 8:02                          |